# Walter Grabmann
Walter Grabmann (Bad Reichenhall, 20 settembre 1905 – Monaco di Baviera, 20 agosto 1992) è stato un generale tedesco della Luftwaffe durante la seconda guerra mondiale.

## Carriera
Facente parte delle Forze di Polizia dal 1924, Grabmann imparò a volare nella Luftpolizei e gli fu assegnata la Baviera Settentrionale da sorvegliare.
Tra il 1938 e il 1939 comandò la legione tedesca Condor in Spagna durante la guerra civile.
Il 18 Maggio 1940 un aereo militare della Royal Air Force abbatté il suo aereo mentre effettuava un attacco a Douai, riuscì a salvarsi paracadutandosi ma fu catturato dai francesi. Fu liberato 6 giorni dopo dai tedeschi che avanzavano.
Gli fu conferita la Croce di Cavaliere della Croce di Ferro il 14 Settembre 1940.
Ottenne altre 6 vittorie nella Seconda Guerra Mondiale, contro Francia e Gran Bretagna ma alla fine della Guerra venne imprigionato e rimpatriato nel 1948.
Morì a Monaco il 20 Agosto 1992.

## Onorificenze
• Croce di Ferro I Classe
• Croce di Ferro II Classe
• Medalla de la Campaña (Spagna)
• Medalla Militar (Spagna)